# Llei Octàvia
La lex Octavia va ser una antiga llei romana aprovada a proposta del tribú de la plebs Marc Octavi l'any 120 aC, quan eren cònsols Luci Opimi i Quint Fabi Màxim Al·lobrògic. En virtut d'aquesta llei, del grup de les lleis frumentàries, es reduïa la distribució de gra a preu subvencionat que havia establert la llei Sempronia frumentaria de repartiment de blat, que fins aleshores s'emportava una part important de l'erari públic.